# روبن إل. روزنبرغ
روبن إل. روزنبرغ (بالإنجليزية: Robin L. Rosenberg)‏ هي محامية وقاضية أمريكية، ولدت في 22 يناير 1962 في ويست بالم بيتش في الولايات المتحدة.